# Ácido 2,3-dihidroxibenzoico
El ácido 2,3-dihidroxibenzoico, llamado también ácido hipogálico, es un ácido carboxílico fenólico natural encontrado en Phyllanthus acidus y en el helecho acuático Salvinia molesta. Es también abundante en las frutas de Flacourtia inermis. El sólido incoloro se biosintetiza por la ruta del ácido shikímico. Está incorporado a varios sideróforos catecólicos bacterianos, los cuales secfuestran el catión férrico soluble ambiental para su absorción por bacterias. El ácido hipogálico consta de dos fenoles en disposición orto (catecólica), los cuales se coordinan fuertemente con el hierro. Los ejemplos de sideróforos conjugados con este ácido son la enterobactina, vibriobactina y la bacilibactina.
Es un agente quelante de hierro potencialmente útil como fármaco y tiene propiedades antimicrobianas
El ácido 2,3-dihidroxibenzoico también es un producto del metabolismo humano de la aspirina.